# Aga Khan IV
Shah Karīm al-Ḥussayni, el Aga Khan IV (en árabe: سمو الأمیر شاہ کریم الحسیني آغا خان الرابع‎) (13 de diciembre de 1936-Lisboa, 4 de febrero de 2025) fue el 49.º imán de los musulmanes chiitas ismaelíes nizaríes. Estuvo en esta posición ostentando el título de Aga Khan desde el 11 de julio de 1957, cuando a la edad de 20 años sucedió a su abuelo, hasta su fallecimiento. Como Aga Khan fue el responsable de la interpretación de la fe para sus seguidores, y como parte de la oficina del Imanato, se esforzó en mejorar la calidad de sus vidas y de las comunidades en las que viven.
El Aga Khan era considerado descendiente directo del profeta Mahoma, por su primo y yerno Alí (el primer imán) y su esposa Fátima (la hija del profeta), y los miembros de su comunidad se referían a él como Mawlana Hazar Imam (El imán Actual). Desde su ascensión al Imanato, el Aga khan fue testigo de complejos cambios políticos y económicos, los cuales han afectado a sus seguidores, incluyendo la independencia de países africanos, la expulsión de los asiáticos de Uganda, la independencia de países de Asia Central tales como Tayikistán, y continuas turbulencias en Afganistán y Pakistán.
El Aga Khan estuvo particularmente interesado en eliminar la pobreza mundial, los avances en el estatus de la mujer, la promoción de la cultura islámica, su arte y su arquitectura y el fomento de los valores plurales en la sociedad. Fue el fundador y presidente de la Aga Khan Development Network, una de las más grandes redes privadas de desarrollo en el mundo, que trabaja para el desarrollo cultural, económico y social en Asia y en África.

## Primeros años
Nacido como el príncipe Karīm Aga Khan, fue el hijo mayor del príncipe Ali Khan, (1911-1960) y de su primera esposa, la princesa Tajuddawlah Ali Khan - nacida Hon. Joan Barbara Yarde-Buller- (1908-1997), una dama inglesa hija mayor del 3.er barón Churston. Nació en Ginebra, Suiza, el 13 de diciembre de 1936, Karim Khan fue declarado sano, a pesar de nacer prematuramente. El hermano menor del Aga Khan, Amin, nacería menos de un año después. Sus padres se divorciaron en 1949 y el príncipe Ali volvió a casarse después con la actriz estadounidense Rita Hayworth, con quien tuvo una hija, la media hermana del Aga Khan, princesa Yasmin Aga Khan.
Pasó su infancia en Nairobi, Kenia, donde su educación temprana fue llevada a cabo por tutores privados. Más tarde acudió nueve años al Instituto Le Rosey en Suiza. Se graduó de la Universidad de Harvard en 1959 en Historia Islámica.
Esquió representando a Turquía e Irán en los Juegos Olímpicos de 1960 y 1964, respectivamente. Tenía ciudadanía británica y vivía en un chateau en Francia.

## Matrimonios
El Aga Khan se casó con la modelo inglesa Sarah Croker, S.A. Begum Salimah Aga Khan el 22 de octubre de 1969 por lo civil y el 28 de octubre de 1969 por vía religiosa, en su casa en París, Francia. La pareja estuvo casada durante 25 años, durante los cuales tuvieron tres hijos: Zahra Aga Khan (1970),  Rahim Aga Khan (1971) y Hussain Aga Khan (1974). Su matrimonio terminó en divorcio en 1995.
El Aga Khan se casó con su segunda esposa Gabriele, princesa de Leningen en su castillo y complejo amurallado cerca de Chantilly, Francia, el 30 de mayo de 1998. Antes del matrimonio, la princesa se convirtió al Islam y la pareja eligió en conjunto el nuevo nombre musulmán de la novia «Inaara» (derivado del árabe «nur», que significa luz). Con ella el Aga Khan tuvo otro hijo, el Ali Muhammad Aga Khan (2000) y una hijastra, Theresa de Leiningen, que es la 114.ª en la línea de sucesión al trono británico. El 8 de octubre de 2004 se anunció que el Aga Khan y la Begum se divorciarían.

## Hijos
Con la Begum Salimah Aga Khan:
- Zahra Aga Khan
- Rahim Aga Khan
- Hussain Aga Khan

Con la Begum Inaara Aga Khan :
- Alí Muhammad Aga Khan

## Fortuna personal e ingresos
Se estima que la fortuna personal del Aga Khan ascendía a más de US$ 1 000 000 000. Sus ingresos anuales se estimaron en US$ 500 millones. Sus intereses en negocios incluyen hoteles y aerolíneas y también ha invertido en un complejo turístico en Cerdeña. Su principal fuente de ingresos provenía de invertir en acciones, compañías y bienes.

## Imanato

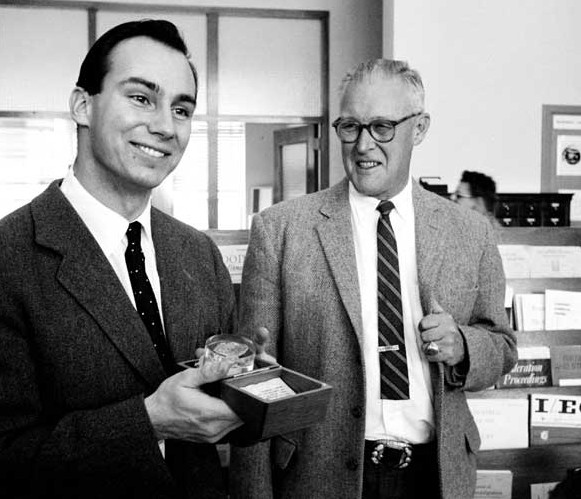
Aga Khan IV (izquierda) recibiendo como obsequio un residuo de la primera detonación nuclear durante su visita al Laboratorio Nacional de Los Álamos en 1959.

A la muerte de su abuelo, el sultán Muhammad Shah, Aga Khan III, el príncipe Karim se convirtió en el 49.º imán de los musulmanes ismaelitas chiitas a los 21 años, pasando por encima de los derechos de su padre, el príncipe Alí Khan, y de su tío, el príncipe Sadruddin Aga Khan, que estaban en la línea directa de sucesión.
En su testamento, el Aga Khan III explicó los razonamientos para la elección de su nieto mayor como su sucesor: 

En vista de las condiciones del mundo, fundamentalmente alteradas en años recientes, y a los grandes cambios que han tenido lugar, incluyendo los descubrimientos de las ciencias nucleares, estoy convencido que es en el mejor interés de la comunidad musulmana ismaelita, que yo sea sucedido por un hombre joven que haya sido criado y se haya desarrollado durante los años recientes y en medio de una nueva era y que brinde una nueva perspectiva de vida a esta responsabilidad.
Aga Khan III"
A la luz de los sentimientos expresados por su abuelo en su testamento, los ismaelitas se refirieron al Aga Khan IV, como el imán de la Edad Atómica.
Una vez convertido en imán, el Aga Khan indicó que tenía la intención de continuar trabajando por las metas que su abuelo había perseguido, creando instituciones modernas que mejoraran la calidad de vida de la comunidad Ismaelita.
Las ceremonias del Takht nashini (Instalación) fueron realizadas en muchas localidades durante 1957 y 1958. Durante esa época, el Aga Khan hizo hincapié ante sus seguidores acerca de la importancia de crear relaciones positivas entre las personas de diferentes razas; tal mensaje era altamente apropiado dada la tensa atmósfera racial en África Oriental. Durante las ceremonias de instalación en el subcontinente indio acentuó su compromiso de mejorar la calidad de vida de los ismaelitas y apoyar la cooperación entre individuos de diferentes creencias y razas. Los temas en los que insistió principalmente el Aga Khan durante esos primeros meses de su Imanato fueron el desarrollo, la educación, la armonía interracial, la fe y la religión.
El Aga Khan describía su rol como imán como un guía para los ismaelitas en la práctica diaria del islam chiita, un deber que requiere el entendimiento de los ismaelitas y de sus relaciones con su localización geográfica y su tiempo. Con base en este concepto, elaboró su discurso en una declaración realizada en Alemania en 2006: 

El papel y la responsabilidad de un imán por lo tanto, son ambos, interpretar la fe de la comunidad y también hacer todo dentro de sus posibilidades, para mejorar la calidad y seguridad de su vida diaria. Este compromiso no se limita a la comunidad ismaelita, sino se extiende a la gente con quienes los ismaelitas comparten sus vidas local e internacionalmente.
Aga Khan IV

Durante la controversia islámica del papa Benedicto XVI, dijo: 

Tuve dos reacciones a la lectura del papa: Ahí estaba mi preocupación por la degradación de las relaciones y al mismo tiempo vi una oportunidad. La oportunidad de hablar de una cuestión seria e importante: la relación entre la fe y la lógica.
Aga Khan IV

## Año del Jubileo de Oro
El día 11 de julio del 2007, marcó el 50.º aniversario del reinado del Aga Khan como imán. En esta ocasión, líderes representantes de la comunidad ismaelita de todo el mundo se reunieron en la residencia del Aga Khan para rendirle homenaje. Como parte del año del jubileo, el Aga Khan realizó visitas a diversos países. Los países visitados incluyeron Kenia, Tanzania, Uganda, Madagascar, Mozambique, Emiratos Árabes Unidos, Estados Unidos, India, Bangladés, el oeste de África, el Reino Unido, Portugal, Siria, Tayikistán, Canadá, Singapur y Francia.
El Aga Khan organizó también un encuentro deportivo en Kenia, que contó con la participación de equipos de todo el mundo.

## Fallecimiento
El Aga Khan falleció en Lisboa, Portugal, a los 88 años de edad, rodeado de su familia. Red de Desarrollo Aga Khan difundió el siguiente comunicadoː

"Su Alteza el Príncipe Karim Al-Hussaini, Aga Khan IV, 49.º Imán hereditario de los musulmanes chiítas ismaelitas y descendiente directo del Profeta Mahoma (la paz sea con él), falleció pacíficamente en Lisboa el 4 de febrero de 2025, a los 88 años, rodeado de su familia”.

En su testamento, designó a su hijo, el príncipe Rahim Al-Hussaini, para sucederlo como Aga Khan V, el 50.º imán del ismailismo.

## Promoción de la arquitectura islámica
En 1977, el Aga Khan estableció el Premio Aga Khan de Arquitectura, un premio que reconoce la excelencia en arquitectura y que abarca diseño contemporáneo y consideraciones sociales, históricas y ambientales. Este es el premio de arquitectura más grande en todo el mundo y es otorgado cada tres años. Este premio fue creciendo gracias al deseo del Aga Khan de revitalizar la creatividad en las sociedades islámicas y el reconocimiento a las soluciones creativas a las necesidades en relación con edificios y espacios públicos.
El receptor del premio es seleccionado por un jurado de expertos convocado para cada ciclo. En 1979, la Universidad de Harvard y el Instituto Tecnológico de Massachusetts (MIT) establecieron el Programa Aga Khan para la Arquitectura Islámica (AKPIA), el cual se sostiene por una donación del Aga Khan. Este programa provee cursos de grado, lecturas públicas y conferencias para el estudio de la arquitectura y el urbanismo islámicos. El entendimiento de las condiciones contemporáneas y de las cuestiones de desarrollo son componentes clave del programa académico.

## Aga Khan Development Network
El Aga Khan fue fundador y presidente de la Aga Khan Development Network, una de las más grandes redes privadas de desarrollo en el mundo. Sus colaboradores incluyen numerosos gobiernos y muchas organizaciones internacionales. Las agencias de la AKDN operan en desarrollo social y económico así como en el campo de la cultura, con enfoque especial en los países del Tercer Mundo.
La red incluye la Universidad Aga Khan (AKU), la Universidad de Asia Central (UCA), el Fondo Aga Khan para el Desarrollo Económico (AKFED), la Aga Khan Trust for Culture (AKTC), la Fundación Aga Khan (AKF), el Desarrollo Aga Khan para los Servicios de Salud (AKHS), los Servicios Aga Khan para la Educación (AKES), los Servicios Aga Khan para Planeación y Construcción (AKPBS) y la Agencia Aga Khan para Microfinanzas (AKAM). El Premio Aga Khan de Arquitectura (AKAA) es el premio de arquitectura más importante del mundo.
Focus Asistencia Humanitaria (FOCUS), una filial de AKDN, es responsable de la respuesta de emergencia de cara al desastre. Ejemplos recientes de su participación incluyen el terremoto en Pakistán y el tsunami de Indonesia.
También fue presidente del Consejo de Gobernadores del Instituto de Estudios Ismaelitas, el cual fue fundado en 1977.
Los proyectos más recientes o actuales liderados por el Aga Khan incluyen la Delegación del Imanato Ismaelita y el Centro Global para el Pluralismo (GCP) en Ottawa, el Museo Aga Khan en Toronto, el Parque Al-Azhar en El Cairo, la restauración del Bagh-e Babur en Kabul y una red de escuelas internados conocida como las Academias Aga Khan (AKA). En 2002 el Aga Khan donó U$S 75 millones para la reconstrucción de Afganistán. Esta fue la donación más grande hecha por persona de forma individual, mayor incluso a las realizadas por la mayoría de los países.
El Aga Khan había expresado su preocupación acerca de que el trabajo de AKDN fuese descrito como filantrópico. En su mensaje a la Academia Evangélica de Tutzing en Alemania, el describió su preocupación: 

Reflejando una cierta tendencia histórica occidental, de separar lo secular de lo religioso, siempre lo describen [el trabajo de AKDN] como filantropía o espíritu emprendedor. Lo que no se ha entendido, es que este trabajo es para nosotros una parte de nuestra responsabilidad institucional, que fluye desde la jefatura de la oficina del imán para mejorar la calidad de vida de las comunidades implicadas.
Aga Khan IV

## Tratamiento
Tratamiento de Su Alteza concedido por la reina Isabel II del Reino Unido (1957) y Su Alteza Real concedido por el sah Mohammad Reza Pahlevi (1959).

## Condecoraciones
- Comandante de la Orden del Mérito, Mauritania (1960).
- Caballero gran cruz de la Orden del Infante Don Enrique, República Portuguesa (1960).
- Caballero Gran Cruz de la Orden Nacional, Costa de Marfil (1965).
- Caballero Gran Cruz de la Orden Nacional, Alto Volta (1965).
- Caballero Gran Cruz de la Orden Nacional, República de Madagascar (1966).
- Caballero Gran Cruz de la Orden de la Media Luna Verde, Islas Comoras, (1966).
- Caballero Gran Cordón de la Orden de la Corona de Irán, Imperio de Irán (1967).
- Nishan-i-Imtiaz, Pakistán (1970).
- Medalla Conmemorativa del 2.500 Aniversario del Imperio de Irán (Imperio de Irán, 14/10/1971).
- Caballero Gran Cruz de la Orden al Mérito de la República Italiana (1977).[27]
- Gran Oficial de la Orden Nacional del León, República de Senegal (1982).
- Nishan-e-Pakistan, Pakistán (1983).
- Caballero Gran Cordón de la Orden de Ouissam Al Alaui, Reino de Marruecos (1986)
- Caballero de la Orden al Mérito del Trabajo (Cavaliere del Lavoro), República Italiana (1988).[28]
- Comandante de la Legión de Honor, República Francesa (1990).
- Caballero gran cruz de la Orden del Mérito Civil, Reino de España (1991).[29]
- Caballero gran cruz de la Orden del Mérito, República Portuguesa (1998).
- Orden de la Amistad, República de Tayikistán (1998).
- Miembro de la Orden de Baréin, Reino de Baréin (Primera Clase) (2003).
- Comendador de honor de la Orden del Imperio Británico, Reino Unido (2004).[30]
- Compañero Honorario de la Orden de Canadá, Canadá (2005).[31]
- Caballero gran cruz de la Orden Militar de Cristo, República Portuguesa (2005).
- Jefe de la Orden del Corazón de Oro, República de Kenia (2007).[32]
- Caballero Gran Cruz de la Orden Nacional de Malí (2008).

## Grados honorarios
- LL.D. (honoris causa) Universidad de Peshawar, Pakistán (1967).
- LL.D. (honoris causa) University de Sindh, Pakistán (1970).
- LL.D. (honoris causa) Universidad McGill, Canadá (1983).
- LL.D. (honoris causa) Universidad McMaster, Canadá (1987).
- D. Litt. (honoris causa) Universidad de Londres, Reino Unido (1989).
- LL.D. (honoris causa) Universidad de Gales, Reino Unido (1993).
- LL.D. (honoris causa) Universidad Brown, Estados Unidos (1996).
- Miembro Honorario del Profesorado de la Universidad de Osh, Kirguistán (2002).
- LL.D. (honoris causa) Universidad de Toronto, Canadá (2004).
- Doctorado Honorario en Letras Humanas, Universidad Americana de Beirut, Líbano (2005).
- Doctorado Honorario, Universidad de Évora, Portugal (2006).
- Doctorado Honorario en Letras Humanas, Universidad Americana de El Cairo, Egipto (2006).
- Doctorado Honorario, Universidad de Sankoré, Malí (2008).
- LL.D. (honoris causa) Universidad de Harvard, Estados Unidos (2008).
- LL.D. (honoris causa), Universidad Nacional de Irlanda, Maynooth, Irlanda (2008).
- LL.D. (honoris causa), Universidad de Alberta, Canadá (2009).
- Doctorado Honorario de la Divinidad, Universidad de Cambridge, Reino Unido, (2009).

## Premios
- La Medalla de Arquitectura de la Thomas Jefferson Memorial Foundation, Universidad de Virginia, Estados Unidos (1984).
- Membresía Honoraria, Asociación Médica de Pakistán, Sind, Pakistán (1981).
- Honor del Instituto Americano de Arquitectos, Estados Unidos (1984).
- Compañero Honorario del Colegio de Médicos y Cirujanos de Pakistán (CPSP), Pakistán (1985).
- Medalla de Honor del Consejo Superior de Colegios de Arquitectos, España (1987).
- Ciudadano Honorario de Granada, España (1991).
- Compañero Honorario, Real Instituto de Arquitectos Británicos, Reino Unido (1991).
- Medalla de Plata de la Académie d'Architecture, Francia (1991).
- Miembro Honorario del Instituto Americano de Arquitectos, Estados Unidos (1992).
- Ciudadano Honorario de la ciudad de Samarcanda, Uzbekistán (1992).
- Premio Hadrian, World Monuments Fund, Estados Unidos (1996).
- Las Llaves de la ciudad de Lisboa, Portugal (1996).
- Medalla de Oro de la ciudad de Granada, España (1998).
- Premio Archon, International Nursing Honour Society, Sigma Theta Tau Internacional, Suecia (2001).
- Insignia de Honor, Unión Internacional de Arquitectos, Francia (2001).
- Premio Estatal para la Paz y el Progreso, Kazajistán (2002).
- Ciudadano Honorario de la Ummah Islámica de Timbuktu, Malí (2003).
- Premio Vincent Scully, Museo Nacional de la Construcción, Estados Unidos (2005).
- Ciudadano Honorario de Dar es Salaam, Tanzania (2005).
- Las Llaves de la ciudad de Ottawa, Canadá (2005).
- Premio Die Quadriga, Alemania (2005).
- Medalla de la Filantropía Andrew Carnegie, Reino Unido (2005).
- Premio a la Tolerancia de la Academia Evangélica de Tutzing, Alemania (2006).
- Las Llaves de la ciudad de Austin, Estados Unidos (2008).
- Ciudadano Honorario de Canadá (2009).
- Ciudadano de Honor de la Municipalidad de Timbuktu, Malí (2008).
- Miembro Extranjero Asociado de la Académie des Beaux-Arts, Francia (2008).

## Carreras de caballos purasangre
En su propiedad de Aiglemont, en la villa de Gouvieux en la región francesa de Picardie, cerca de cuatro kilómetros al oeste del Hipódromo de Chantilly, opera el más grande establo y criadero de caballos de carrera del país. En 1977, pagó £ 1,3 millones por un pura sangre propiedad de Anna Dupré y en 1978, £ 4,7 millones por un pura sangre de Marcel Boussac.
El Aga Khan es dueño de la cuadra Gilltown Stud cerca de Kilcullen, Irlanda y Haras de Bonneval granja de cría en Le Mesnil-Mauger en Francia. En marzo de 2005, compró las famosas cuadras Calvados Stud Farms, la Haras d'Ouilly en Pont-d'Ouilly y la Haras de Val-Henry en Livarot. Haras d'Ouilly ha pertenecido a algunos famosos hombres del medio como Duc Decazes, François Dupré y Jean-Luc Lagardère.
En 2006, el Aga Khan se convirtió en el mayor accionista de Arqana, una casa de subastas de caballos francesa.

## Ancestros
|  |                                                                               |  |  |  |  |  |  |  |  |  |  |  |  |  |  |  |
|  | 16. Aga Khan I                                                                |  |  |  |  |  |  |  |  |  |  |  |  |  |  |  |
|  |                                                                               |  |  |  |  |  |  |  |  |  |  |  |  |  |  |  |
|  |                                                                               |  |  |  |  |  |  |  |  |  |  |  |  |  |  |  |
|  | 8. Aga Khan II                                                                |  |  |  |  |  |  |  |  |  |  |  |  |  |  |  |
|  |                                                                               |  |  |  |  |  |  |  |  |  |  |  |  |  |  |  |
|  |                                                                               |  |  |  |  |  |  |  |  |  |  |  |  |  |  |  |
|  | 17. Sarv-i Jahan Khanum                                                       |  |  |  |  |  |  |  |  |  |  |  |  |  |  |  |
|  |                                                                               |  |  |  |  |  |  |  |  |  |  |  |  |  |  |  |
|  |                                                                               |  |  |  |  |  |  |  |  |  |  |  |  |  |  |  |
|  | 4. Aga Khan III                                                               |  |  |  |  |  |  |  |  |  |  |  |  |  |  |  |
|  |                                                                               |  |  |  |  |  |  |  |  |  |  |  |  |  |  |  |
|  |                                                                               |  |  |  |  |  |  |  |  |  |  |  |  |  |  |  |
|  | 18. Mirza Alí Muhammad Nizam al-Dawla                                         |  |  |  |  |  |  |  |  |  |  |  |  |  |  |  |
|  |                                                                               |  |  |  |  |  |  |  |  |  |  |  |  |  |  |  |
|  |                                                                               |  |  |  |  |  |  |  |  |  |  |  |  |  |  |  |
|  | 9. Shams al-Muluk                                                             |  |  |  |  |  |  |  |  |  |  |  |  |  |  |  |
|  |                                                                               |  |  |  |  |  |  |  |  |  |  |  |  |  |  |  |
|  |                                                                               |  |  |  |  |  |  |  |  |  |  |  |  |  |  |  |
|  | 19. Khurshid Kulah Khanum                                                     |  |  |  |  |  |  |  |  |  |  |  |  |  |  |  |
|  |                                                                               |  |  |  |  |  |  |  |  |  |  |  |  |  |  |  |
|  |                                                                               |  |  |  |  |  |  |  |  |  |  |  |  |  |  |  |
|  | 2. Príncipe Alí Khan                                                          |  |  |  |  |  |  |  |  |  |  |  |  |  |  |  |
|  |                                                                               |  |  |  |  |  |  |  |  |  |  |  |  |  |  |  |
|  |                                                                               |  |  |  |  |  |  |  |  |  |  |  |  |  |  |  |
|  | 5. Cleofe Catterina Teresa Magliano                                           |  |  |  |  |  |  |  |  |  |  |  |  |  |  |  |
|  |                                                                               |  |  |  |  |  |  |  |  |  |  |  |  |  |  |  |
|  |                                                                               |  |  |  |  |  |  |  |  |  |  |  |  |  |  |  |
|  | 1. Aga Khan IV                                                                |  |  |  |  |  |  |  |  |  |  |  |  |  |  |  |
|  |                                                                               |  |  |  |  |  |  |  |  |  |  |  |  |  |  |  |
|  |                                                                               |  |  |  |  |  |  |  |  |  |  |  |  |  |  |  |
|  | 24. El Honorable John Yarde-Buller                                            |  |  |  |  |  |  |  |  |  |  |  |  |  |  |  |
|  |                                                                               |  |  |  |  |  |  |  |  |  |  |  |  |  |  |  |
|  |                                                                               |  |  |  |  |  |  |  |  |  |  |  |  |  |  |  |
|  | 12. John Yarde-Buller, II Barón Churston                                      |  |  |  |  |  |  |  |  |  |  |  |  |  |  |  |
|  |                                                                               |  |  |  |  |  |  |  |  |  |  |  |  |  |  |  |
|  |                                                                               |  |  |  |  |  |  |  |  |  |  |  |  |  |  |  |
|  | 25. Charlotte Pole                                                            |  |  |  |  |  |  |  |  |  |  |  |  |  |  |  |
|  |                                                                               |  |  |  |  |  |  |  |  |  |  |  |  |  |  |  |
|  |                                                                               |  |  |  |  |  |  |  |  |  |  |  |  |  |  |  |
|  | 6. John Yarde-Buller, III Barón Churston                                      |  |  |  |  |  |  |  |  |  |  |  |  |  |  |  |
|  |                                                                               |  |  |  |  |  |  |  |  |  |  |  |  |  |  |  |
|  |                                                                               |  |  |  |  |  |  |  |  |  |  |  |  |  |  |  |
|  | 26. Sir Hastings Reginald Yelverton                                           |  |  |  |  |  |  |  |  |  |  |  |  |  |  |  |
|  |                                                                               |  |  |  |  |  |  |  |  |  |  |  |  |  |  |  |
|  |                                                                               |  |  |  |  |  |  |  |  |  |  |  |  |  |  |  |
|  | 13. La Hononorable Barbara Yelverton                                          |  |  |  |  |  |  |  |  |  |  |  |  |  |  |  |
|  |                                                                               |  |  |  |  |  |  |  |  |  |  |  |  |  |  |  |
|  |                                                                               |  |  |  |  |  |  |  |  |  |  |  |  |  |  |  |
|  | 27. Barbara Rawdon-Hastings, Marquesa de Hastings, XX Baronesa Grey de Ruthyn |  |  |  |  |  |  |  |  |  |  |  |  |  |  |  |
|  |                                                                               |  |  |  |  |  |  |  |  |  |  |  |  |  |  |  |
|  |                                                                               |  |  |  |  |  |  |  |  |  |  |  |  |  |  |  |
|  | 3. La Honorable Joan Barbara Yarde-Buller                                     |  |  |  |  |  |  |  |  |  |  |  |  |  |  |  |
|  |                                                                               |  |  |  |  |  |  |  |  |  |  |  |  |  |  |  |
|  |                                                                               |  |  |  |  |  |  |  |  |  |  |  |  |  |  |  |
|  | 14. Alfred John Smither                                                       |  |  |  |  |  |  |  |  |  |  |  |  |  |  |  |
|  |                                                                               |  |  |  |  |  |  |  |  |  |  |  |  |  |  |  |
|  |                                                                               |  |  |  |  |  |  |  |  |  |  |  |  |  |  |  |
|  | 7. Jessica Smither (Denise Orme)                                              |  |  |  |  |  |  |  |  |  |  |  |  |  |  |  |
|  |                                                                               |  |  |  |  |  |  |  |  |  |  |  |  |  |  |  |
|  |                                                                               |  |  |  |  |  |  |  |  |  |  |  |  |  |  |  |
|  | 15. Jessica Henrietta Pococke                                                 |  |  |  |  |  |  |  |  |  |  |  |  |  |  |  |
|  |                                                                               |  |  |  |  |  |  |  |  |  |  |  |  |  |  |  |
|  |                                                                               |  |  |  |  |  |  |  |  |  |  |  |  |  |  |  |